# Берлин (Њу Хемпшир)
Берлин (енгл. Berlin) град је у америчкој савезној држави Њу Хемпшир.

## Демографија
По попису из 2010. године број становника је 10.051, што је 280 (-2,7%) становника мање него 2000. године.
| Група             | 2000.          | 2010.         |
| Белци             | 10.105 (97,8%) | 9.597 (95,5%) |
| Афроамериканци    | 19 (0,2%)      | 81 (0,8%)     |
| Азијати           | 38 (0,4%)      | 28 (0,3%)     |
| Хиспаноамериканци | 68 (0,7%)      | 152 (1,5%)    |
| Укупно            | 10.331         | 10.051        |